# Општина Алтамирано (Чијапас)
Алтамирано (шп. Altamirano) општина је у Мексику у савезној држави Чијапас. Општина се налази на надморској висини од 1240 м.

## Становништво
Према подацима из 2010. у општини је живело 29865 становника.

### Хронологија
| Година       | 2000                  | 2005                  | 2010                  |
| ------------ | --------------------- | --------------------- | --------------------- |
| Становништво | 21948 (10967 / 10981) | 24725 (12499 / 12226) | 29865 (15019 / 14846) |

### Попис
| \| \| м \| \| \| ж \| \| 0—2 \| 1.016 \| \| \| 926 \| \| 3—5 \| 1.140 \| \| \| 1.078 \| \| 6—11 \| 2.270 \| \| \| 2.159 \| \| 12—14 \| 1.066 \| \| \| 1.084 \| \| 15—17 \| 1.035 \| \| \| 966 \| \| 18—24 \| 1.878 \| \| \| 2.006 \| \| 60+ \| 747 \| \| \| 698 \| \| Просек : \| 25,7 \| \| \| 26,0 \| |       |  |  |       |
| |       |  |  |       |
| | м     |  |  | ж     |
| 0—2 | 1.016 |  |  | 926   |
| 3—5 | 1.140 |  |  | 1.078 |
| 6—11 | 2.270 |  |  | 2.159 |
| 12—14 | 1.066 |  |  | 1.084 |
| 15—17 | 1.035 |  |  | 966   |
| 18—24 | 1.878 |  |  | 2.006 |
| 60+ | 747   |  |  | 698   |
| Просек : | 25,7  |  |  | 26,0  |

| #   | Индикатор                                                                                        | Вредност |
| --- | ------------------------------------------------------------------------------------------------ | -------- |
| 1   | Становништво од 0 до 2 године                                                                    | 1942     |
| 2   | Мушко становништво од 0 до 2 године                                                              | 1016     |
| 3   | Женско становништво од 0 до 2 године                                                             | 926      |
| 4   | Становништво са 3 и више година                                                                  | 24762    |
| 5   | Мушко становништво са 3 и више година                                                            | 12421    |
| 6   | Женско становништво са 3 и више година                                                           | 12341    |
| 7   | Становништво са 5 и више година                                                                  | 23306    |
| 8   | Мушко становништво са 5 и више година                                                            | 11668    |
| 9   | Женско становништво са 5 и више година                                                           | 11638    |
| 10  | Становништво са 12 и више година                                                                 | 18115    |
| 11  | Мушко становништво са 12 и више година                                                           | 9011     |
| 12  | Женско становништво са 12 и више година                                                          | 9104     |
| 13  | Становништво са 15 и више година                                                                 | 15965    |
| 14  | Мушко становништво са 15 и више година                                                           | 7945     |
| 15  | Женско становништво са 15 и више година                                                          | 8020     |
| 16  | Становништво са 18 и више година                                                                 | 13964    |
| 17  | Мушко становништво са 18 и више година                                                           | 6910     |
| 18  | Женско становништво са 18 и више година                                                          | 7054     |
| 19  | Становништво од 3 до 5 година                                                                    | 2218     |
| 20  | Мушко становништво од 3 до 5 година                                                              | 1140     |
| 21  | Женско становништво од 3 до 5 година                                                             | 1078     |
| 22  | Становништво од 6 до 11 година                                                                   | 4429     |
| 23  | Мушко становништво од 6 до 11 година                                                             | 2270     |
| 24  | Женско становништво од 6 до 11 година                                                            | 2159     |
| 25  | Становништво од 8 до 14 година                                                                   | 5088     |
| 26  | Мушко становништво од 8 до 14 година                                                             | 2580     |
| 27  | Женско становништво од 8 до 14 година                                                            | 2508     |
| 28  | Становништво од 12 до 14 година                                                                  | 2150     |
| 29  | Мушко становништво од 12 до 14 година                                                            | 1066     |
| 30  | Женско становништво од 12 до 14 година                                                           | 1084     |
| 31  | Становништво од 15 до 17 година                                                                  | 2001     |
| 32  | Мушко становништво од 15 до 17 година                                                            | 1035     |
| 33  | Женско становништво од 15 до 17 година                                                           | 966      |
| 34  | Становништво од 18 до 24 године                                                                  | 3884     |
| 35  | Мушко становништво од 18 до 24 године                                                            | 1878     |
| 36  | Женско становништво од 18 до 24 године                                                           | 2006     |
| 37  | Женско становништво од 15 до 49 година                                                           | 6710     |
| 38  | Становништво са 60 и више година                                                                 | 1445     |
| 39  | Мушко становништво са 60 и више година                                                           | 747      |
| 40  | Женско становништво са 60 и више година                                                          | 698      |
| 41  | Однос између мушкараца и жена                                                                    | 101.17   |
| 42  | Становништво од нуле до 14 година                                                                | 10739    |
| 43  | Становништво од 15 до 64 године                                                                  | 15010    |
| 44  | Становништво од 65 година и више                                                                 | 955      |
| 45  | Просечан број деце                                                                               | 2.82     |
| 46  | Становништво рођено у ентитету                                                                   | 26266    |
| 47  | Мушко становништво рођено у ентитету                                                             | 13202    |
| 48  | Женско становништво рођено у ентитету                                                            | 13064    |
| 49  | Становништво рођено у другом ентитету                                                            | 362      |
| 50  | Мушко становништво рођено у другом ентитету                                                      | 204      |
| 51  | Женско становништво рођено у другом ентитету                                                     | 158      |
| 52  | Становништво од 5 година и више резидентно у ентитету у јуну 2005. године                        | 23030    |
| 53  | Мушко становништво старосног доба од 5 година и више, резидентно у ентитету у јуну 2005. године  | 11490    |
| 54  | Женско становништво старосног доба од 5 и више година, резидентно у ентитету у јуну 2005. године | 11540    |
| 55  | Становништво од 5 година и више које је живело у другом ентитету у јуну 2005. године             | 154      |
| 56  | Мушко становништво старије од 5 година које је живело у другом ентитету у јуну 2005. године      | 83       |
| 57  | Женско становништво старије од 5 година које је живело у другом ентитету у јуну 2005. године     | 71       |
| 58  | Становништво од 3 године и више које говори аутохтони језик                                      | 16244    |
| 59  | Мушко становништво старо 3 године и више које говори аутохтони језик                             | 8159     |
| 60  | Женско становништво старо 3 године и више које говори аутохтони језик                            | 8085     |
| 61  | Становништво од 3 године и више које говори аутохтони језик и не говори шпански језик            | 3622     |
| 62  | Мушко становништво старо 3 године и више које говори аутохтони језик и не говори шпански         | 1374     |
| 63  | Женско становништво старо 3 године и више које говори аутохтони језик и не говори шпански језик  | 2248     |
| 64  | Становништво старо 3 године и више које говори аутохтони језик и шпански                         | 12529    |
| 65  | Мушко становништво старо 3 године и више које говори аутохтони језик и шпански                   | 6743     |
| 66  | Женско становништво старо 3 године и више које говори аутохтони језик и шпански                  | 5786     |
| 67  | Становништво од 5 година и више које говори аутохтони језик                                      | 15458    |
| 68  | Становништво од 5 година и више које говори аутохтони језик и не говори шпански језик            | 3162     |
| 69  | Становништво од 5 година и више које говори аутохтони језик и говори шпански језик               | 12214    |
| 70  | Становништво у домородачким домаћинствима                                                        | 21740    |
| 71  | Становништво са ограничењима у активностима                                                      | 499      |
| 72  | Становништво са ограниченим ходањем или кретањем, горе или доле                                  | 223      |
| 73  | Становници са ограничењима вида, чак и уз кориштење сочива                                       | 137      |
| 74  | Становништво са ограничењима говора, комуникације или конверзације                               | 102      |
| 75  | Становништво са ограниченим слухом                                                               | 70       |
| 76  | Становништво са ограничењима при одевању, купању или јелу                                        | 21       |
| 77  | Становништво са ограничењима у опажању или учењу једноставних ствари                             | 19       |
| 78  | Становништво са менталним ограничењима                                                           | 57       |
| 79  | Становништво без ограничења активности                                                           | 25988    |
| 80  | Становништво од 3 до 5 година које не похађа школу                                               | 1036     |
| 81  | Мушко становништво од 3 до 5 година које не похађа школу                                         | 518      |
| 82  | Женско становништво од 3 до 5 година које не похађа школу                                        | 518      |
| 83  | Становништво од 6 до 11 година које не похађа школу                                              | 344      |
| 84  | Мушко становништво од 6 до 11 година које не похађа школу                                        | 158      |
| 85  | Женско становништво од 6 до 11 година које не похађа школу                                       | 186      |
| 86  | Становништво од 12 до 14 година које не похађа школу                                             | 356      |
| 87  | Мушко становништво од 12 до 14 година које не похађа школу                                       | 153      |
| 88  | Женско становништво од 12 до 14 година које не похађа школу                                      | 203      |
| 89  | Становништво од 15 до 17 година похађа школу                                                     | 992      |
| 90  | Мушко становништво од 15 до 17 година похађа школу                                               | 581      |
| 91  | Женско становништво између 15 и 17 година живота у школи                                         | 411      |
| 92  | Становништво од 18 до 24 године похађа школу                                                     | 366      |
| 93  | Мушко становништво од 18 до 24 године похађа школу                                               | 215      |
| 94  | Женско становништво од 18 до 24 године похађа школу                                              | 151      |
| 95  | Становништво од 8 до 14 година које не може да чита и пише                                       | 914      |
| 96  | Мушко становништво старосног доба од 8 до 14 година које не може да чита и пише                  | 470      |
| 97  | Женско становништво старосног доби од 8 до 14 година које не може да чита и пише                 | 444      |
| 98  | Становништво од 15 година и више које је неписмено                                               | 5024     |
| 99  | Мушко становништво од 15 година и више које је неписмено                                         | 1847     |
| 100 | Женско становништво од 15 година и више које је неписмено                                        | 3177     |
| 101 | Становништво старо 15 и више година без школовања                                                | 4149     |
| 102 | Мушко становништво старо 15 и више година без школовања                                          | 1584     |
| 103 | Женско становништво старо 15 и више година без школовања                                         | 2565     |
| 104 | Становништво старосног доба 15 и више година са непотпуним основним образовањем                  | 4092     |
| 105 | Мушко становништво старосног доба од 15 година и више са непотпуном основним образовањем         | 1980     |
| 106 | Женско становништво старосног доба 15 и више година са непотпуном основним образовањем           | 2112     |
| 107 | Становништво старо 15 и више година са комплетним основним образовањем                           | 2837     |
| 108 | Мушко становништво старо 15 година и више са комплетним основним образовањем                     | 1436     |
| 109 | Женско становништво старо 15 и више година са комплетним основним образовањем                    | 1401     |
| 110 | Становништво старосног доба 15 и више година са непотпуним средњим образовањем                   | 895      |
| 111 | Мушко становништво старосног доба од 15 година и више са непотпуним средњим образовањем          | 510      |
| 112 | Женско становништво старосног доба од 15 година и више са непотпуним средњим образовањем         | 385      |
| 113 | Становништво старо 15 и више година са пуним секундарном образовањем                             | 2239     |
| 114 | Мушко становништво старосног доба од 15 година и више са пуним секундарном образовањем           | 1357     |
| 115 | Женско становништво старосног доба од 15 година и више са пуним секундарном образовањем          | 882      |
| 116 | Становништво старије од 18 година са постосновним образовањем                                    | 1493     |
| 117 | Мушко становништво старије од 18 година са постосновним образовањем                              | 921      |
| 118 | Женско становништво старије од 18 година са постосновним образовањем                             | 572      |
| 119 | Просечна оцена школовања                                                                         | 4.9      |
| 120 | Просечан ниво образовања мушке популације                                                        | 5.57     |
| 121 | Просечан ниво образовања женског становништва                                                    | 4.24     |
| 122 | Економски активно становништво                                                                   | 7984     |
| 123 | Економски активна мушка популација                                                               | 6907     |
| 124 | Економски активна женска популација                                                              | 1077     |
| 125 | Становништво које није економски активно                                                         | 10039    |
| 126 | Мушко становништво које није економски активно                                                   | 2061     |
| 127 | Женско становништво које није економски активно                                                  | 7978     |
| 128 | Запослено становништво                                                                           | 7860     |
| 129 | Запослено мушко становништво                                                                     | 6792     |
| 130 | Запослено женско становништво                                                                    | 1068     |
| 131 | Незапослена популација                                                                           | 124      |
| 132 | Незапослена мушка популација                                                                     | 115      |
| 133 | Незапослена женска популација                                                                    | 9        |
| 134 | Становништво без права на здравствене услуге                                                     | 19201    |
| 135 | Становништво које има право на здравствене услуге                                                | 7439     |
| 136 | Становништво које има право на ИМСС                                                              | 1264     |
| 137 | Становништво које има право на социјално осигурање                                               | 409      |
| 138 | Становништво које има право на државно социјално осигурање                                       | 46       |
| 139 | Становништво које има право на опште осигурање или здравствено осигурање за нову генерацију      | 5584     |
| 140 | Становништво које је било једном или није било у браку током 12 година и више                    | 6473     |
| 141 | Венчано или уједињено становништво од 12 година и више                                           | 10586    |
| 142 | Становништво које је било у браку или уједињено 12 година и више                                 | 1025     |
| 143 | Становништво са католичком религијом                                                             | 13913    |
| 144 | Протестанти, еванђелисти и библијски следбеници различити од еванђелиста                         | 11324    |
| 145 | Становништво са другим религијама различитим од претходних                                       | 0        |
| 146 | Становништво без религије                                                                        | 1352     |
| 147 | Укупно пописаних домаћинства                                                                     | 5265     |
| 148 | Пописна домаћинства на челу са мушкарцима                                                        | 4715     |
| 149 | Пописна домаћинства на челу са женама                                                            | 550      |
| 150 | Становништво у пописним домаћинствима                                                            | 26666    |
| 151 | Становништво у пописним домаћинствима на челу са мушкарцима                                      | 24627    |
| 152 | Становништво у пописним домаћинствима на челу са женама                                          | 2039     |
| 153 | Укупно домаћинстава                                                                              | 7011     |
| 154 | Укупно насељених домаћинстава                                                                    | 6319     |
| 155 | Укупно приватних кућа                                                                            | 5957     |
| 156 | Насељени приватни домови                                                                         | 5265     |
| 157 | Укупно насељених приватних кућа                                                                  | 6315     |
| 158 | Ненасељене приватне куће                                                                         | 445      |
| 159 | Појединачна домаћинства за привремену употребу                                                   | 247      |
| 160 | Становници у насељеним приватним кућама                                                          | 26666    |
| 161 | Насељеност станара у приватним становима                                                         | 5.06     |
| 162 | Просечно становника по соби у приватним насељеним домаћинствима                                  | 1.5      |
| 163 | Појединачна домаћинства са подовима од различитих материјала од земље                            | 4770     |
| 164 | Појединачна домаћинства у приземљу                                                               | 481      |
| 165 | Појединачна домаћинства са једном спаваћом собом                                                 | 2278     |
| 166 | Појединачна домаћинства са две спаваће собе и више                                               | 2978     |
| 167 | Појединачна домаћинства са једним собом                                                          | 166      |
| 168 | Појединачна домаћинства са две собе                                                              | 1537     |
| 169 | Појединачна домаћинства са 3 собе и више                                                         | 3550     |
| 170 | Појединачна домаћинства која имају електрично светло                                             | 4812     |
| 171 | Појединачна домаћинства која немају електрично светло                                            | 435      |
| 172 | Појединачна домаћинства која имају водоводну воду у стамбеном простору                           | 3781     |
| 173 | Појединачна домаћинства која немају водоводну воду у стамбеном простору                          | 1467     |
| 174 | Појединачна домаћинства која имају тоалет                                                        | 4941     |
| 175 | Појединачна домаћинства која имају канализацију                                                  | 3355     |
| 176 | Појединачна домаћинства која немају канализацију                                                 | 1891     |
| 177 | Појединачна домаћинства која имају електрично светло, довод воде из јавне мреже и канализацију   | 2762     |
| 178 | Појединачна домаћинства без икаквих услова                                                       | 1514     |
| 179 | Појединачна домаћинства која имају радио                                                         | 2489     |
| 180 | Појединачна домаћинства која имају телевизор                                                     | 2911     |
| 181 | Појединачна домаћинства која имају фрижидер                                                      | 1286     |
| 182 | Појединачна домаћинства која имају машину за веш                                                 | 657      |
| 183 | Појединачна домаћинства која имају аутомобил или комби                                           | 489      |
| 184 | Појединачна домаћинства која имају рачунар                                                       | 231      |
| 185 | Појединачна домаћинства која имају фиксну телефонску линију                                      | 165      |
| 186 | Појединачна домаћинства која имају мобилни телефон                                               | 1156     |
| 187 | Појединачна домаћинства која имају приступ интернету                                             | 100      |